# اندیس قلعه بید
قلعه بید یک اندیس فلزی است که در حوالی شهر جهان‌آباد  استان سیستان و بلوچستان قرار دارد و مادهٔ معدنی موجود در آن، مس است.  